# 電車図書館
電車図書館（でんしゃとしょかん）とは、鉄道車両を再利用することで設置された図書館・地域文庫である。

## 現存する電車図書館

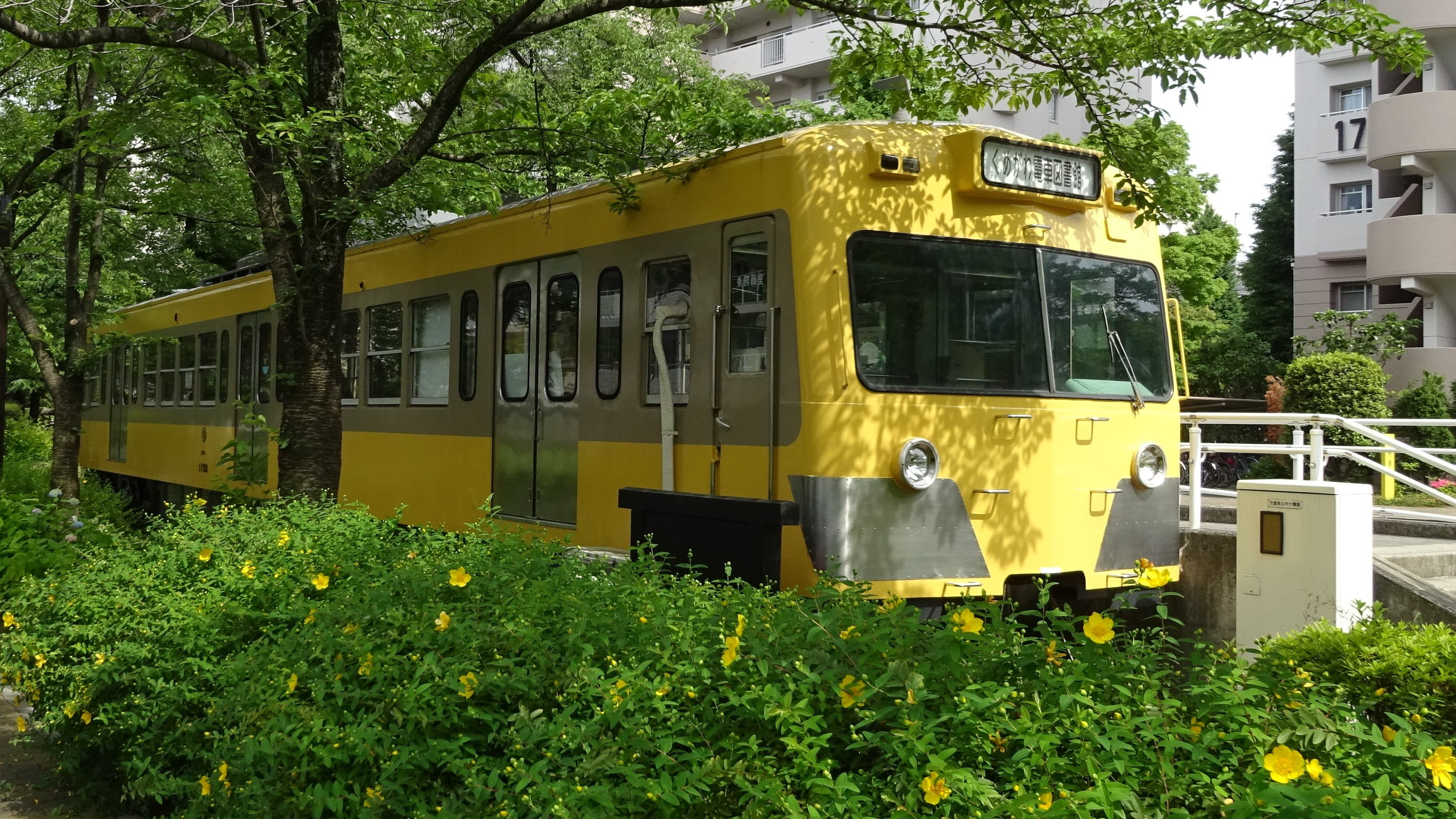
くめがわ電車図書館の外観

- くめがわ電車図書館 - 東京都東村山市（地域文庫、1967年-1992年、2001年-現存 ）
  - 西武鉄道の車両・西武101系クハ1150を用いて設置された地域文庫[1][2]。
現在の車体は2代目で、初代（1967年-1992年）の車体は西武旧311系クハ1311[3]。
  - この電車図書館設置が、東村山市における市立図書館建設運動の端緒となった[4]。
- 安曇野ちひろ公園「トットちゃん広場」 - 長野県北安曇郡松川村（2017年-現存 ）
  - 「窓際のトットちゃん」（黒柳徹子）の作中に登場する「トモエ学園」にちなみオープン[5]。
  - 長野電鉄から車両モハ604およびデハニ201を松川村が譲り受けたもの。モハ604の車両を「図書室」としている。

## かつて存在した電車図書館

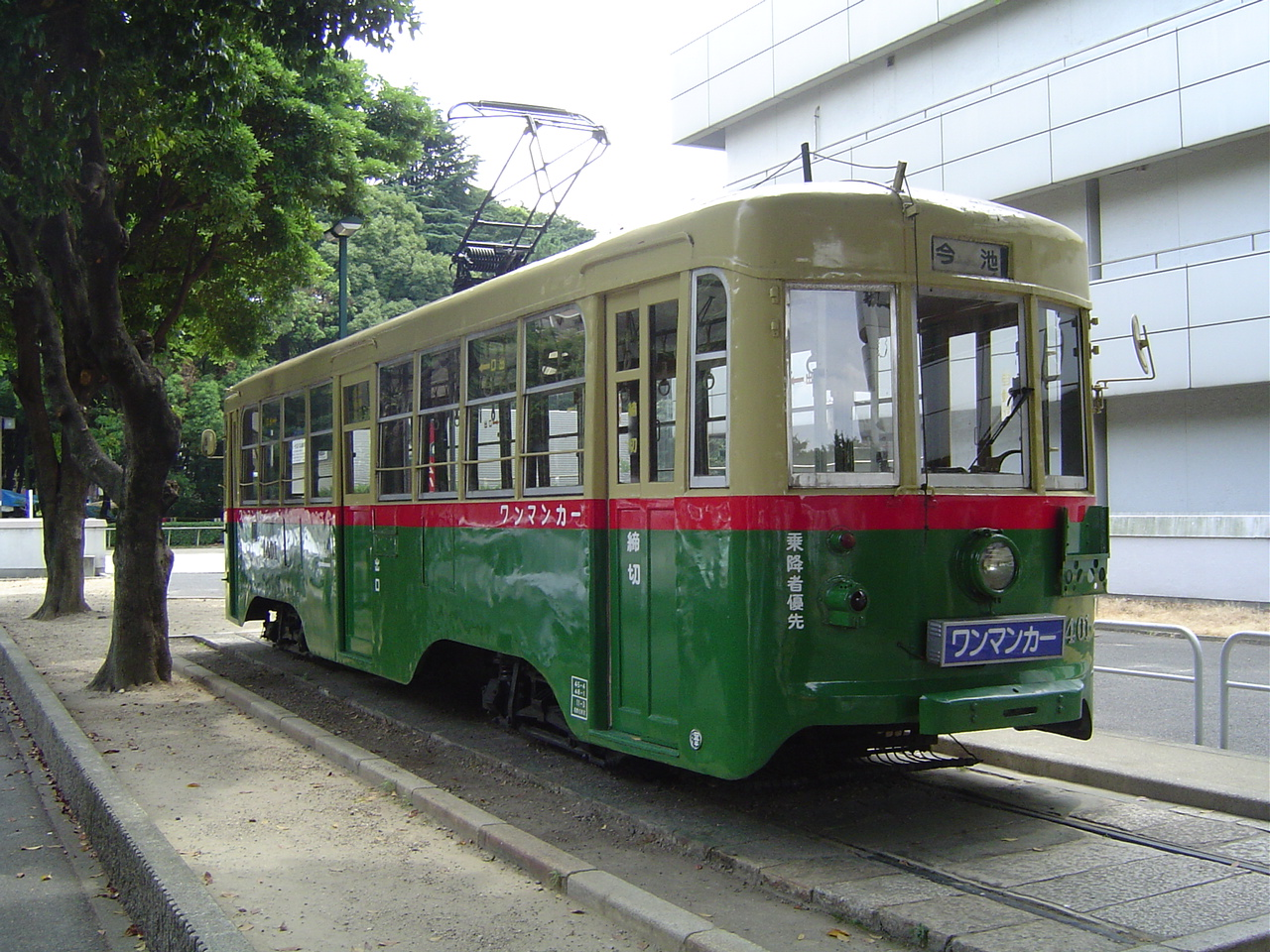
稲沢電車図書館に使用されていた車両と同形の名古屋市電1400形

- 日野市立多摩平児童図書館 - 東京都日野市（1966年-1971年）
  - 都電の引退車両・1000形車両を用いて設置された児童図書館[6]。
  - 絵本『ふたごのでんしゃ』（作：渡辺茂男・絵：堀内誠一、あかね書房、1969年）のモデルとなった。
- 稲沢電車図書館 - 愛知県稲沢市（1972年-1998年、2003年撤去）
  - 名古屋市電の引退車両・1400形を用いて設置された図書館。
- 昭島市民図書館つつじが丘分室（新幹線電車図書館） - 東京都昭島市（1992年-2020年）
  - JR東海の東海道新幹線0系電車の引退した先頭車両を用いて設置された図書館[7]。
  - 実際に運用された新幹線車両を日本で初めて二次利用した事例。
- 名古屋市立八事小学校 - 愛知県名古屋市昭和区（昭和25年-30年）
  - 名古屋市電の車両の座席をそのまま使い、車両の中央に机、運転席に本棚を設置したという[8]。
- 名古屋市立船方小学校 - 愛知県名古屋市熱田区（年未詳）。
  - 「教育なごや 昭和26年度」（名古屋市教育委員会）に写真資料2点あり[9]。
- 福生市立図書館 熊川電車図書館 - 東京都福生市（昭和49年 - 54年）[10]
  - 福生市教育委員会を通して横田基地内廃車都電を無料で譲り受けたもの[11]。
- トモエ学園 - 東京都目黒区自由ヶ丘（1937年-1945年）
  - 東京横浜電鉄の廃車となった電車を校舎として利用し、教室及び図書室が設けられていた。
- 板橋交通公園 - 東京都板橋区（年未詳）
  - 旧都電車輌6000形を公園内に設置、この車両を利用し図書室として使用[12]。
- 大阪市立磯路小学校（昭和44年-終了年未詳）
  - 大阪市電「いそじ号」が図書室として昭和44年に校庭の一角に設置[13]。